# União política

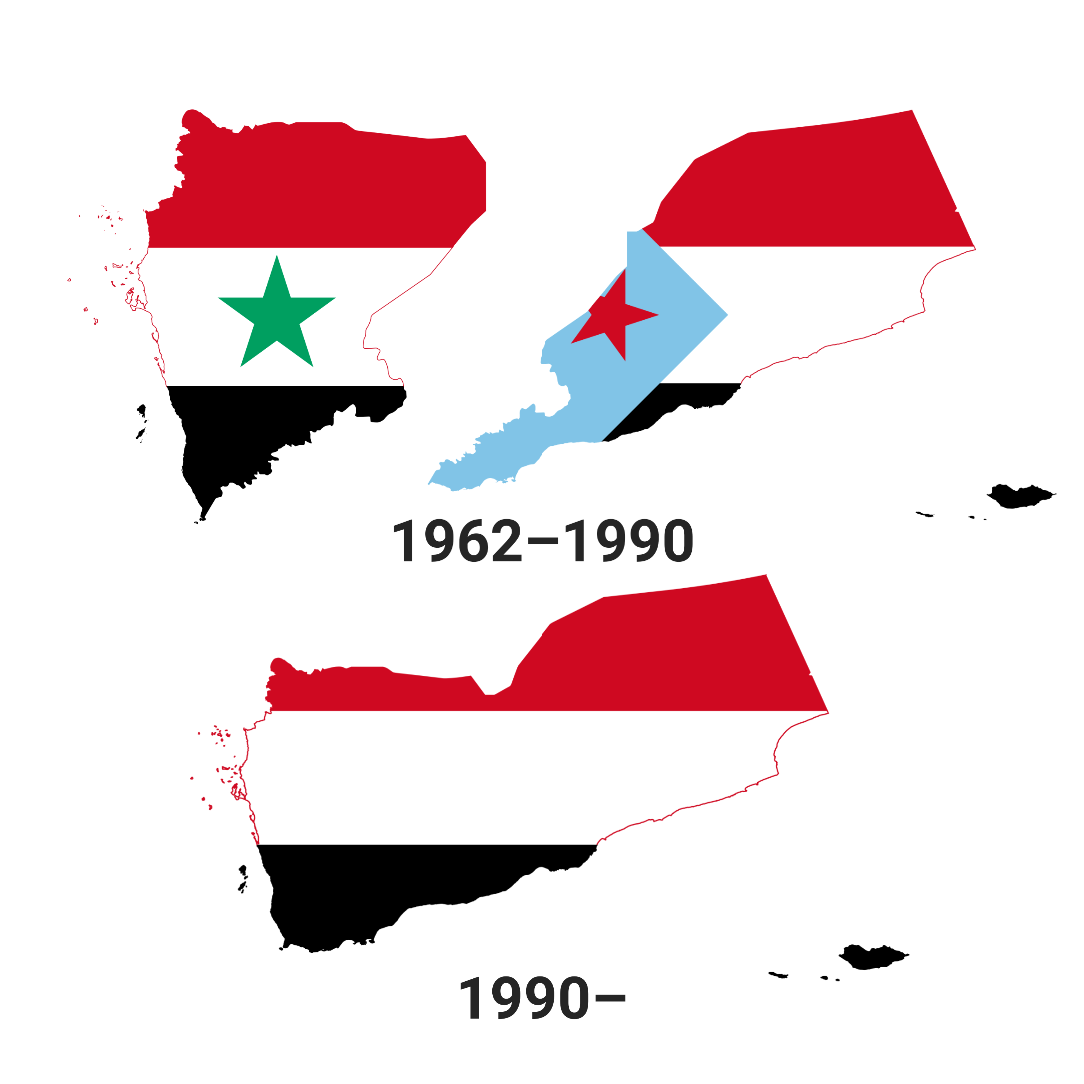
Diagrama sobre a Unificação do Iêmen

Na política, uma união política é um tipo de Estado que é composto por ou criado a partir de Estados iniciais menores. Esse processo que, em geopolítica, refere-se à aproximação e fusão de duas ou mais entidades políticas anteriormente independentes ou autônomas, é chamado de unificação; as unificações dos Estados que antes estavam unidos e estão se reunindo novamente é referido como reunificação. A corrente ideológica que defende a união política como o objetivo a ser concretizado ou a manutenção da integridade territorial (ou unidade territorial) uma vez já conquistada é denominada de unionismo ou unitarismo, se opondo ao separatismo. Diferentemente de uma união pessoal, os estados individuais compartilham um governo central e a união é reconhecida internacionalmente como uma única entidade política. A união política também pode ser chamada de um união legislativa ou união estadual.
A união pode ser efetuada de uma série de formas, amplamente classificadas como: união de incorporação, anexação, união federal (ou confederal), anexação federativa e uniões mistas.

## Movimentos
Na histórica da América Latina, um exemplo do unionismo se dá no Partido Unitário, baseado em Buenos Aires.
No Brasil, os unionistas são relacionados à manutenção da integridade territorial de cada estado da federação brasileira.
Outras uniões históricas de destaque são:
- Formação da Espanha com a Reconquista, do século VIII até 1492
- Formação do Reino Unido por meio do Tratado de União de 1707 e do Ato de União de 1800.
- O Congresso Continental nomeia oficialmente sua união política de estados os Estados Unidos em 1776.
- Unificação italiana em 1815–1871, dividida desde o século VI;
- Unificação da Alemanha em 1866–1871, dividida desde o século IX pela formação do Sacro Império Romano e a divisão do Reino da Germânia;
- Unificação da Bulgária em 1885, união do Principado da Bulgária e da Rumélia Oriental;
- Reunificação polonesa em 1918–1922;
- Unificação da Ucrânia em 1919;
- Dinamarca e parte do norte do sul da Jutlândia em 1920;
- Reunificação chinesa de 1928, que proclamou a vitória do governo de Cantão / Nanquim sobre o governo de Beiyang depois da divisão de 1912.
- Unificação da Arábia Saudita, união dos vários reinos árabes para formar a moderna Arábia Saudita em 1932.
- Vietnã, no final da Guerra do Vietnã em 1976, dividido desde 1954;
- Unificação do Iêmen em 1990, dividido desde o colapso do Império Otomano em 1918 e a criação do Protetorado de Áden pelo Reino Unido em 1838;
- Reunificação da Alemanha em 1990, dividida desde a repartição de 1949 — decidida na Conferência de Potsdam em agosto de 1945;

Dentre as tentativas de união frustradas ou incertas:
- Reunificação das Coreias do Norte e do Sul[8][9][10]
- Movimento pela unificação da Romênia e da Moldávia[11][12][13]